# Jason Fox
(en) Statistiques sur pro-football-reference
Jason Curtis Fox (né le 2 mai 1988 à Fort Worth) est un joueur américain de football américain.

## Enfance
Fox fait ses études à la North Crowley High School où il joue au poste de tight end avant de prendre certains postes de la ligne offensive lors de sa dernière année. Les sites de recrutements Rivals.com et Scout.com le classe quatre étoiles.

## Carrière

### Université
Fox avec l'université de Miami. En 2009, il est sélectionné dans l'équipe de la pré-saison pour la conférence ACC, se présentant comme un espoir du football américain.

### Professionnel
Jason Curtis Fox est sélectionné au quatrième tour du draft de la NFL de 2010 par les Lions de Detroit au 128e choix. Pour sa première saison en professionnel, il entre au cours de quatre matchs.
Le 11 novembre 2011, alors qu'il n'a joué aucun match de la saison 2011, il se blesse au pied et Détroit le place dans la Injured reserve, déclarant forfait pour le reste de la saison.